# Posillipo (romanzo)
Posillipo è un romanzo di genere autobiografico della scrittrice italiana Elisabetta Rasy, pubblicato nel 1997. Nello stesso anno, il libro è stato insignito del Premio Selezione Campiello giuria dei Letterati e del Premio Napoli.

## Trama
Il libro comprende tre parti: la prima si svolge a Napoli fino al 1956, la seconda a Roma, dopo il 1956 e la terza, intitolata Posillipo, ancora a Napoli nell'estate 1962.
Nata a Roma per volontà della madre che voleva un suo medico di fiducia, la protagonista passa i primi nove anni a Napoli, in un ambiente ricco di fascino: il padre raccoglie amici cantanti che passano la notte a eseguire un repertorio di canzoni sia recenti, sia storiche; la bisnonna e la nonna trascorrono le nottate a giocare. Sotto gli occhi della bambina passano molti tipi umani e dimore disordinate, ma sempre accoglienti e ospitali. Un giorno, lei conosce Fiammetta e non la dimentica più, benché nel periodo napoletano si incrocino solo tre volte. Fiammetta è considerata molto misteriosa a causa di genitori che sembrano assenti: è allevata con amore da una zia singolarmente bella, ma di reputazione dubbia.
A causa del padre inconcludente, la famiglia perde i mezzi di sostentamento e, nell'autunno del 1956, la madre si trasferisce a Roma con la figlia (che non riceve alcuna spiegazione). Nell'impossibilità di pagare una scuola privata, la protagonista frequenta una scuola pubblica in un quartiere povero: non comprende le compagne e si isola. Un periodo trascorso a Napoli, sempre senza spiegazioni, la riporta a contatto con il padre, ma presto viene ripresa dalla cugina (e coetanea) della mamma: a Roma apprende che le è nato un fratellino, ma la madre sembrava destinata a morire. Ben presto, pur non smettendo di amare la figlia, la mamma si estrania con il nuovo bambino e per l'undicenne protagonista comincia un periodo di libertà e autonomia. Per frequentare la scuola media ha il consenso di prendere l'autobus. Qui ritrova casualmente Fiammetta e tra loro nasce un rapporto nuovo.
Le due adolescenti si incontrano per strada o in casa di Fiammetta che vive con una zia e due cugini. Facendo un gioco proposto da Fiammetta (che di solito non si impone), emerge il fatto che la ragazzina è nata in Rhodesia e ha nostalgia della vita laggiù. Ma, durante le vacanze, Fiammetta è spedita da una prozia che le svela i retroscena dell'unione dei suoi genitori: la madre ha "rubato" il fidanzato alla sorella Annabella, lo ha sposato, poi, perdutasi per un altro uomo, si è uccisa. Questo spiega perché Annabella, memore del suo amore per Federico, avesse preso con sé l'orfana e l'avesse portata a Napoli. Ora la vita è noiosa, il profitto scolastico insufficiente: ma che cosa ci si poteva attendere dalla figlia di una sciagurata come Angela? è il velenoso commento della prozia. E Fiammetta, che conosceva i fatti, ma ancora non sapeva come si parla con un'amica, ora trova nella protagonista una confidente e arriva a sviluppare uno spirito di ribellione che prima le era estraneo.
Nella lunga estate del 1962, tra la quarta e la quinta ginnasio, quando la protagonista annuncia che andrà a Napoli, Fiammetta decide di andare con lei. Più piccola di un anno, la protagonista è sempre dai ragazzi Alfano, visto che il padre non sembra fare nulla. Questi la proteggono, ma non fanno lo stesso con Fiammetta, che del resto è nella piena esplosione della femminilità. Così l'amica è testimone della sbandata che Fiammetta si prende per Pietro, un giovane desideroso solo di divertirsi, con il quale ha esperienze sessuali non proprio soddisfacenti. All'improvviso Pietro scompare e, dopo un'attesa di giorni, Fiammetta scopre da Glauca Alfano che Pietro si è sposato e trasferito in altra città. La protagonista è testimone del dolore dell'amica e non si sorprende troppo quando, tornate al liceo a Roma, Fiammetta in primavera annuncia che si sposa con un uomo di Gorizia. La separazione tra le due ragazze sarà definitiva, rotta solo nel 1995, quando Fiammetta scrive di essere stata a Napoli per la malattia e la morte dell'amata zia Annabella.

## Personaggi
- Famiglia paterna della protagonista: bisnonna, nonna (di origini spagnole, giocatrice incallita), fratello minore della nonna, Eleonora (coetanea della protagonista, ma figlia del precedente), papà, sorella del papà (sposata con un texano e poi divorziata, tre figli maschi. Il nonno, greco di Cipro, è morto, ma era separato dalla nonna e il papà è vissuto tra Napoli e Parigi. Tutti abitano a Napoli, in prossimità di Posillipo.
- Famiglia materna della protagonista: mamma, nonna (di origine romagnola), cugina della mamma, chiamata "zia", un fratello minore di circa 11 anni e nato da un uomo che non compare mai nel libro. Vivono a Roma.
- Famiglia Alfano: a Napoli, vicini e amici della famiglia della protagonista. Ci sono due genitori e tre figli: Cetta o Cettina, Glauca e Flavio.
- Famiglia di Fiammetta: nonna materna (originaria forse di Como), Annabella (zia che vive a Napoli), Ada (zia che vive a Roma), Guido e Piero, figli di zia Ada, più piccoli di Fiammetta; Federico (padre di Fiammetta, vive in Rhodesia), Angela, madre di  Fiammetta, morta suicida quando la figlia aveva sette anni.

## Edizioni
- Elisabetta Rasy, Posillipo, Collana Scala italiani, Milano, Rizzoli, 1997;
- (FR)  Elisabetta Rasy, Pausilippe: roman, trad. di Nathalie Bauer, Paris, Éditions du Seuil, 1998[3];
- (DE)  Elisabetta Rasy, Das Meer beginnt in Neapel Roman trad. di Michaela Wunderle, München, Piper, 2001[4];